# 施泰因号护卫舰
施泰因号为德意志帝国海军建造的六艘俾斯麦级护卫舰的末舰，得名于普鲁士国务大臣海因里希·弗里德里希·卡尔·冯·施泰因。该级舰是在1870年代初作为海军大规模造舰计划的一部分而订购，旨在担任舰队侦察舰或前往德意志帝国感兴趣的海外地区执行长期任务。施泰因号于1878年开始在斯德丁的伏尔铿船厂铺设龙骨，1879年9月下水，至1880年10月交付使用。为了在海外进行长途航行，该舰配备了一套全帆装索具，以便在燃煤缺乏的情况作为蒸汽机的补充。它装备有十二门150毫米箍炮，最初被定型为盖甲板护卫舰，自1884年起又重归类为巡洋巡防舰。
施泰因号的整个服役生涯几乎都在担任教学舰；1883年至1884年，它曾为姊妹舰施托施号运送轮替船员前往中国水域，这是其运用生涯早期的唯一一次非训练任务。在其余时间里，该舰都用于培训海军学员和见习水兵，并参加分舰队和舰队的训练演习。施泰因号的训练任务经常涉及长途海外巡航，通常是去往地中海或西印度群岛以及南美洲。在相关巡航期间，它会与其他教学舰访问外国港口，并对涉及海外德国公民的问题作出迅速响应。施泰因号从1885年到1908年一直承担这一职责，然后正式从海军名录中除籍，并被改装成一艘宿营船。在第一次世界大战期间，它以此身份继续得到有限度的运用，直到1920年拆解报废。

## 设计
1870年至1871年的普法战争后，新成立的德意志帝国海军开始了一项旨在加强舰队实力的扩张规划。俾斯麦级的六艘舰于1870年代初订购，以补充德国的巡洋军舰队伍，因当时德国的巡洋舰队只能依赖于几艘已有二十年舰龄的船具。海军司令部明确现代蒸汽护卫舰对于舰队侦察以及保护德国在海外利益的长期巡逻任务而言是必要的。
施泰因号的水线长和全长分别为72.18米和82米，有13.7米的舷宽以及5.2米的前吃水和6.3米的后吃水；其设计排水量为2,843吨，满载时则可达2,994吨。标准船员编制为18名军官和386名水兵。该舰由一台卧式三缸单胀往复式蒸汽机提供动力，用以驱动一副直径为5.2米的双叶螺旋桨；蒸汽则由四台卧式燃煤箱型火管锅炉供应，这使得它在2,535匹公制馬力（1,864千瓦特）额定功率下的最高航速可达13節（24每小時），并且能够以9節（17每小時）的速度连续航行2,380海里（4,410）。作为在长途航行期间对蒸汽机的辅助动力，施泰因号还配备有一套总帆面积为2,210平方米的全帆装索具，但后期有所削减。
施泰因号装备有十二门150毫米22倍径后装式箍炮作为主炮，辅助武器则包括有两门88毫米30倍径速射炮和六门哈乞开斯37毫米转膛炮。

## 服役历史
施泰因号是为替换老旧的盖甲板护卫舰赫塔号而以“赫塔代舰”（Ersatz Hertha）作为合同代号发包予斯德丁的伏尔铿船厂承建。其龙骨自1878年开始铺设，至1879年9月14日下水。在下水仪式上，由德皇威廉一世上将主持以普鲁士政治家海因里希·弗里德里希·卡尔·冯·施泰因的姓氏为该舰命名。在从斯德丁拖往基尔的途中，该舰在普雷罗附近撞上了一座未探明的暗礁，但没有受到损坏。基尔帝国船厂自1880年5月23日起为施泰因号进行舾装和架设武器，并于10月21日投运展开海试，至12月23日又因冬季原因而暂停。从1881年3月15日起，海试继续进行，一直持续到4月30日结束。该舰随后被置入预备役，并于1882年5月23日被转移至威廉港。

### 1883－1888年

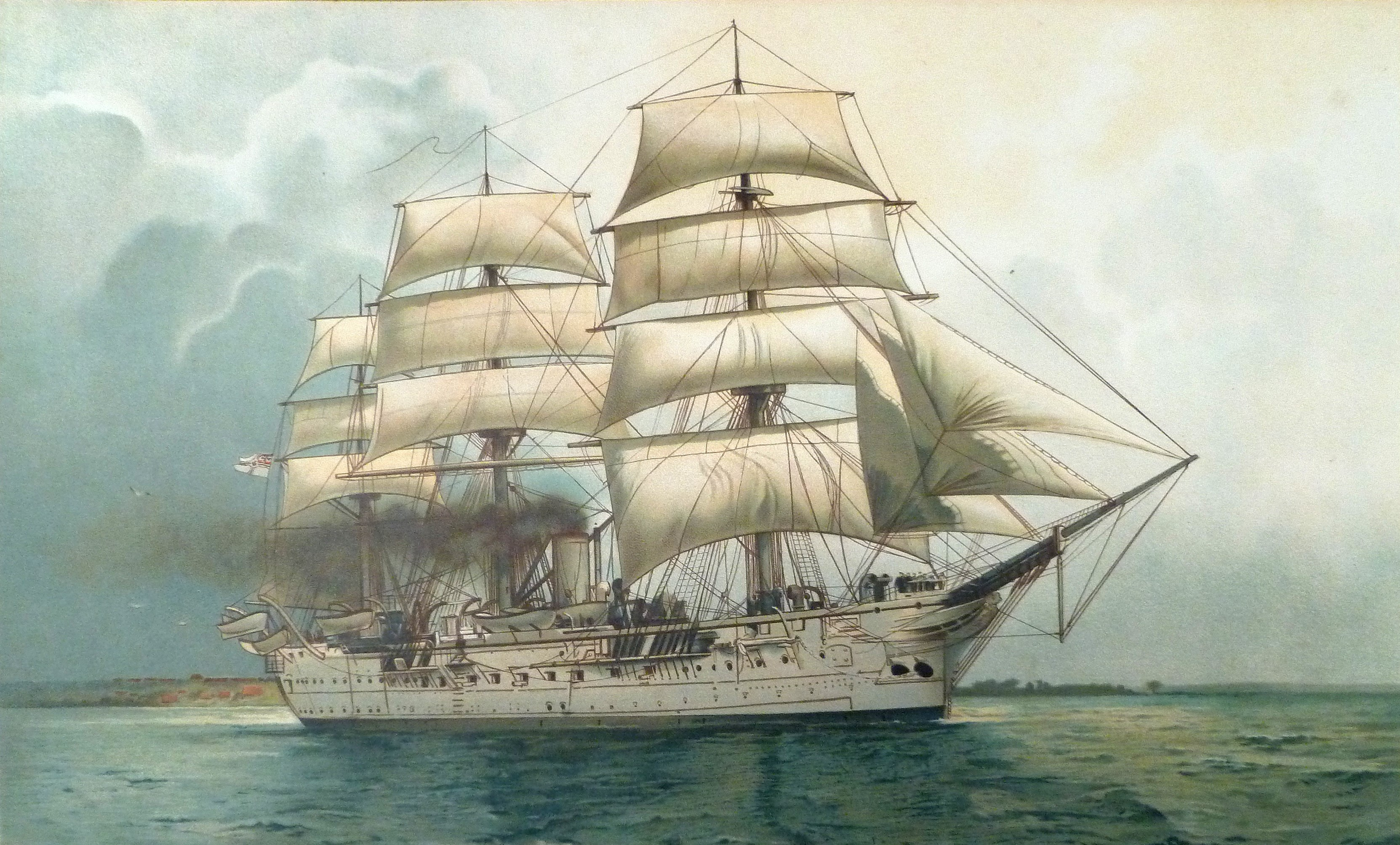
担任教学舰的施泰因号

尽管施泰因号原计划用作教学舰，但它于1883年7月1日特别启用，为驻扎在国外的德国军舰运送轮替船员。帝国海军的标准做法本应是租用民用船舶运送，但当时并无满足条件的船舶可用于此目的。施泰因号遂于7月16日离开威廉港前往香港，并于11月14日在当地与姊妹舰施托施号会合。更换船员后，它于11月10日开始启程回国，至1884年1月6日抵达威廉港，11天后就地停运。这段搁置期持续了一年多，期间包括施泰因号在内的俾斯麦级舰只均被重新归类为巡洋巡防舰。1885年4月14日，该舰才作为四年制志愿兵的教学舰重新投运，并受命在北海和波罗的海展开训练巡航至7月。之后，施泰因号以海军少将路易斯·冯·布兰克的旗舰身份加入训练分舰队（Übungsgeschwader，即公海舰队的早期形式），参加了8月至9月的年度舰队演习，对基尔和威廉港实施模拟攻击。
在夏季演习期间发生一系列事故后，帝国海军没有像往常一样在冬季停用其舰艇，而是决定在冬季也进行训练，并再次派出训练分舰队。除了旗舰施泰因号之外，阵中成员还包括其姊妹舰毛奇号以及巡洋护卫舰玛丽号和阿里阿德涅号。这四艘舰于10月11日从威廉港启程，巡航前往西印度群岛。它们于11月13日在佛得角停留，由于当时德国和西班牙为争夺太平洋中部加罗林群岛的主权而关系紧张以及德国东非巡洋分舰队离开，它们在当地驻留了两周。与西班牙的冲突于11月30日得到解决，这些舰只得以继续前往加勒比海，在那里它们访问了该地区的各港口。训练分舰队于1886年初离开，至3月27日抵达威廉港，并于三天后解散。
施泰因号随后进入威廉港帝国船厂接受维修，继而于1886年5月3日恢复教学舰职责。训练分舰队于7月19日重新启动，由施泰因号再次担任旗舰；巡洋护卫舰索菲号、巡洋巡防舰阿达尔贝特亲王号以及铁甲舰汉萨号也加入了它和毛奇号的行列。该部队先是在波罗的海进行操练，然后于8月和9月与舰队余部展开年度演习。前往西印度群岛的冬季训练巡航于10月14日开始，但汉萨号并未参与；而当这些舰只经里斯本驶向目的地的途中，索菲号又被派去增援驻西非的德国军队；新的巡洋护卫舰水妖号则是在编队抵达加勒比海后加入其中。由于当时与法国的关系紧张，迫使舰队于1887年2月3日提前回国，它们使用了一条通往英国北部的航线，以避免与法国军舰接触。当分舰队于3月11日抵达爱尔兰海岸时，局势已经平静下来，但返航的命令仍然生效。在南安普敦经停期间，船员们还参加了3月22日威廉一世90岁寿辰的官方庆祝活动。这些舰只于3月30日返抵威廉港，分舰队于4月4日再次解散。
施泰因号在1887年余下的时间里遵循了与前几年类似的模式。在完成舰只的定期维护后，训练分舰队在海军少将菲利普·冯·卡尔的指挥下重新组建，以施泰因号为旗舰，辅以其姊妹舰格奈森瑙号、毛奇号和阿达尔贝特亲王号。它们的日常训练活动曾于6月被威廉皇帝运河的开工典礼所打断。10月1日，冬季训练巡航启动，但这年编队是去往地中海。11月19日在那不勒斯驻留期间，施泰因号舰上发生火灾，但在阿达尔贝特亲王号和意大利巡防舰维托里奥·埃马努埃莱号船员的协助下，火势迅速被扑灭。在施泰因号接受必要的修理期间，卡尔从11月19日到1888年1月8日之间临时将他的将旗转移到格奈森瑙号。3月13日，这些舰只开始启程回国，途中到访了马德拉岛和圣维森特岛，于4月10日返抵威廉港。五天后，分舰队再次解散，至5月5日才重新组建。

### 1888－1897年

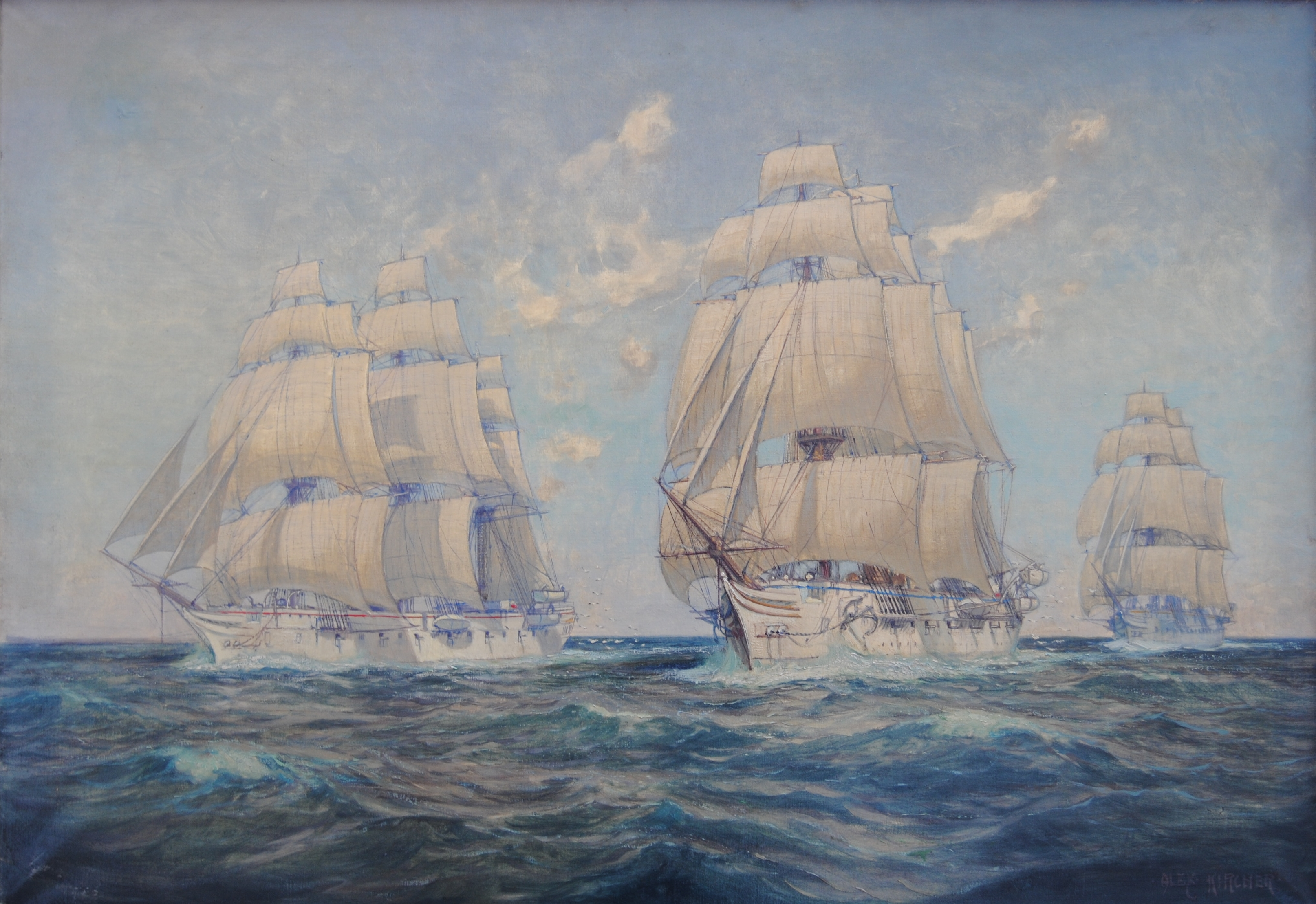
展现了扬帆姿态的施托施号、施泰因号和格奈森瑙号

1888年夏天，例行的训练计划因新即位的德皇威廉二世出访俄罗斯的圣彼得堡、瑞典的斯德哥尔摩和丹麦的哥本哈根而中断。训练分舰队的军舰作为代表团的一份子陪同了这次外访，然后与舰队余部共同参加8月和9月的年度秋季演习。演习结束后，施泰因号于9月20日停运接受现代化改造，包括对锅炉、舰炮（安装新的速射炮）和宿营舱进行大规模重建，使之可用于容纳多达50名海军学员和210名见习水兵进行培训。至此，该舰才被正式列入教学舰名单。工程于1893年4月27日完结，不到一个月后，重新投运的施泰因号便于5月26日在波罗的海的艾恩松附近搁浅，但它能够自行脱困，并未受损。随后，该舰与施托施号共同到访斯德哥尔摩，并在当地受到了瑞典国王奥斯卡二世和巴伐利亚国王路德维希三世的登舰访问。从7月底至8月初，施泰因号又与格奈森瑙号陪同威廉二世搭乘其游艇霍亨索伦号出席考斯帆船周。
施泰因号参加了1893年8月28日至9月23日的年度秋季演习，随后是再次前往西印度群岛的冬季训练巡航，至1894年3月27日在基尔结束。1893年12月，在委内瑞拉的拉瓜伊拉驻留期间，该舰官兵代表德国出席了一条由德国资助的铁路线的开通仪式，这条铁路线连接了拉瓜伊拉和首都加拉加斯。回到基尔后，施泰因号驶入旱坞进行维修，随后于7月短暂航行到挪威的克里斯蒂安尼亚，将奥古斯塔·维多利亚皇后接回基尔。年度舰队演习随后从8月19日到9月21日间举行，施泰因号再次担任旗舰，这次升起将旗的是第二分舰队司令、海军少将奥古斯特·冯·汤姆森。演习结束后，它先是接受了一次大修，继而于10月2日与格奈森瑙号一同前往地中海展开冬季训练巡航，至1895年初返回德国。
1895年5月至6月，施泰因号作为当时第四支舰队的一份子，在海军少将棣德利的指挥下前往波罗的海进行训练；在此期间，它还出席了威廉皇帝运河的开通仪式。7月，该舰又陪同霍亨索伦号出访赫尔辛基，至7月20日返回基尔。施泰因号于7月27日至8月14日独自访问了勒威克，之后加入舰队余部，参加在北海和波罗的海举行的年度秋季演习。9月25日，该舰比往年更早地开始了冬季巡航，这次又去往西印度群岛。施托施号和格奈森瑙号于加勒比海与其会合，这三艘舰在古巴的哈瓦那驻留，因那里发生反对西班牙殖民政府的骚乱，威胁到了城里的德国人。1896年1月下旬，施泰因号得以离开当地，并前往加拉加斯支援德国公使，后者当时正与委内瑞拉政府就1893年12月开通的铁路线的付款问题进行谈判，这是炮舰外交的一个典型例子。2月7日，施泰因号和其它舰只被召回德国，至2月18日抵达基尔。
施泰因号和施托施号于1896年7月共同在波罗的海进行操练，并于7月8日至15日到访俄国的喀琅施塔得和圣彼得堡，沙皇尼古拉二世在那里接见了两艘舰的军官。随后施泰因号单独前往挪威的卑尔根，至8月2日返回基尔。它于8月9日至9月15日参加了年度舰队演习，继而于9月26日开始前往西印度群岛的冬季巡航。然而，在航行到马德拉岛时，训练分舰队被转移到地中海，以应对奥斯曼帝国爆发的动乱。在黎凡特的几个港口驻留后，施泰因号又与毛奇号和格奈森瑙一起访问了埃及的亚历山大港，最终于1897年3月25日返回基尔。

### 1897－1920年
在1897年8月至9月的舰队演习期间，施泰因是作为主舰队侦察集群的一份子参与行动。9月19日，时任波罗的海海军基地司令的汉斯·冯·克斯特上将登上该舰，代表威廉二世出席瑞典-挪威国王奥斯卡二世登基25周年的庆祝活动。这使得前往西印度群岛的冬季训练巡航被推迟到11月2日才开始。12月初，施泰因号与巡洋巡防舰夏洛特号被分遣至海地的太子港，以协助执行德国政府在“吕德斯事件”中的索赔要求。事件于12月14日得到解决，舰只得以返回德国。途中，施泰因号在安特卫普停留，船员们就此参加了比利时国王利奥波德二世登基25周年的庆祝活动。该舰于1898年3月27日抵达基尔，至4月19日停运。
1900年12月16日，当格奈森瑙号在马拉加附近因恶劣天气而沉没后，施泰因号获重新启用，以接替前者在训练分舰队中的位置。1901年1月28日，它开始了新役期的第一次训练巡航，前往葡萄牙的里斯本和直布罗陀。该舰于4月1日返回基尔，并在5月30日至8月1日参加的训练演习期间到访里加，参加该市成立700周年的庆祝活动，以及访问了北海的一些港口。随后，施泰因号又展开前往西印度群岛的长途拉练，并在圣塞瓦斯蒂安停留期间，受到了西班牙国王阿方索十三世的登舰访问。该舰于10月18日抵达西班牙港，加入东美巡洋支舰队，至1902年1月6日返回威廉港。它于3月17日移师基尔，开始为5月中旬在波罗的海和北海举行的年度例行操练做准备。
施泰因号于1902年7月29日开始了另一次前往地中海的训练巡航，途中在亚速尔群岛停留。它于11月10日访问了君士坦丁堡，奥斯曼苏丹阿卜杜勒-哈米德二世在那里接见了该舰的舰长和其他高级军官。施泰因号随后前往希腊的比雷埃夫斯，在那里，驻地舰罗蕾莱号正关押着一名被指控谋杀的德国海员；施泰因号遂将此人带走，准备将其送回德国接受审判。归国途中，该舰经行了科林斯运河，成为第一艘这样做的德国军舰。它于1903年3月18日抵达基尔，在完成大修后，于5月15日开始在北海和波罗的海操练。同年晚些时候，施泰因号又巡航前往西印度群岛，并访问了北美洲南部的港口，继而于1904年3月22日返回基尔。1905年，该舰在北海操练期间到访了冰岛，然后开始另一次地中海巡航；而在克基拉岛经停期间，施泰因号于10月21日为其服役25周年举行了庆祝。它于1906年3月18日返回德国。
1906年下半年，施泰因号在波罗的海进行了一次短暂的操练，并于年底前往西印度群岛，至1907年3月20日返回德国。7月17日，该舰展开其最后一次海外长途拉练，航行到马德拉群岛的丰沙尔，然后进入地中海。它于1908年3月21日返抵基尔，然后前往威廉港，于4月3日在那里最终退役。5月21日，施泰因号正式从海军名录中除籍，并被改装成一艘宿营船，甚至在第一次世界大战期间仍一直担任该角色。战争结束后，该舰作为德国海军解散的一部分被废弃，至1920年拆解。